# Piet Moerland
Pieter Willem (Piet) Moerland (Sint-Annaland, 21 april 1949) is een Nederlands bedrijfseconoom, voormalig hoogleraar en voormalig bestuursvoorzitter van de Rabobank.
Moerland zat op de HBS in Bergen op Zoom, van 1961 tot 1966. Hierna ging hij bedrijfseconomie studeren aan de Erasmus Universiteit in Rotterdam, waar hij in 1978 cum laude promoveerde tot doctor in de economie. Tijdens deze studie was Moerland lid van studentenvereniging S.S.R.-Rotterdam. 
Al gedurende zijn opleiding was hij wetenschappelijk medewerker aan de Erasmus Universiteit Rotterdam. Na zijn studie begon hij als beleidsmedewerker bij de Rabobank, maar in 1981 besloot hij hoogleraar bedrijfskunde aan de Rijksuniversiteit Groningen te worden. In 1988 werd hij hoogleraar economie en later van 1999 tot 2002 hoogleraar corporate governance aan de Universiteit van Tilburg.
In 2003 werd hij lid van de raad van bestuur van de Rabobank, van waaruit hij in de zomer van 2009 bestuursvoorzitter van de Rabobank Groep werd. In juni 2013 maakte Moerland bekend dat hij in 2014 met pensioen gaat. Echter, op 29 oktober 2013 legde Moerland per direct zijn taak als bestuursvoorzitter neer, naar aanleiding van de Libor-affaire.: het manipuleren van de Libor-rente door Rabobank- medewerkers. Rabobank kreeg dezelfde dag een boete van 774 miljoen euro. Hij zag af van een vertrekregeling. Rinus Minderhoud werd interim-voorzitter van de Raad van Bestuur. Eind maart 2014 werd bekend dat SER-voorzitter Wiebe Draijer de beoogde nieuwe RvB-voorzitter is. 

## Publicaties
- 1972. Beslissen : een twintigtal beschouwingen op het terrein van de bedrijfs- en bestuurskunde. Met Cees van Dam (red.). Deventer : Kluwer.
- 1978. Firm behaviour under taxation. Proefschrift. 's-Gravenhage : Pasmans.
- 1985. Toevoegen van waarde : ontwikkelingen in theorie en praktijk. Met Harry Barkema (red.). Deventer : Kluwer.
- 1989. De overnemingsmarkt: theorie, empirie en regelgeving. Inaugurele rede Tilburg
- 1995  Alternative disciplinary mechanisms in different corporate systems. Journal of Economic Behavior and Organisationn
- 1997. Corporate governance : theorie en praktijk in internationaal perspectief. Groningen : Wolters-Noordhoff.
- 2003. Preferente aandelen uit de schaduw. Met Piet Duffhues. Deventer : Kluwer.